# Jordan Bone
Pour les articles homonymes, voir Bone.
Jordan Latham Bone, né le 5 novembre 1997 à Nashville dans le Tennessee, est un joueur américain de basket-ball évoluant au poste de meneur.

## Biographie

### Carrière universitaire
Entre 2016 et 2019, il joue pour les Volunteers du Tennessee à l'université du Tennessee.

### Carrière professionnelle

#### Pistons de Détroit (2019-2020)
Le 20 juin 2019, Jordan Bone est drafté au second tour en 57e position de la draft 2019 de la NBA par les Pelicans de La Nouvelle-Orléans avant que ses droits ne soient échangés aux Pistons de Detroit.
Le 9 juillet 2019, il signe un contrat two-way avec les Pistons de Détroit pour la saison NBA 2019-2020.

#### Magic d'Orlando (2020-2021)
Le 23 novembre 2020, il signe un contrat two-way avec le Magic d'Orlando. Il est licencié le 3 février 2021.

## Statistiques

### Universitaires
| Saison    | Équipe    | Matchs | Titul. | Min./m | % Tir | % 3pts | % LF | Rbds/m. | Pass/m. | Int/m. | Ctr/m. | Pts/m. |
| --------- | --------- | ------ | ------ | ------ | ----- | ------ | ---- | ------- | ------- | ------ | ------ | ------ |
| 2016-2017 | Tennessee | 23     | 17     | 19,6   | 37,2  | 30,4   | 76,9 | 1,70    | 2,87    | 0,52   | 0,00   | 7,22   |
| 2017-2018 | Tennessee | 35     | 33     | 23,1   | 39,1  | 38,0   | 82,1 | 2,06    | 3,54    | 0,74   | 0,06   | 7,34   |
| 2018-2019 | Tennessee | 37     | 37     | 32,9   | 46,5  | 35,5   | 83,5 | 3,19    | 5,81    | 0,70   | 0,11   | 13,46  |
| Total     |           | 95     | 87     | 26,1   | 42,4  | 35,3   | 81,7 | 2,41    | 4,26    | 0,67   | 0,06   | 9,69   |

### Professionnelles

#### Saison régulière NBA
| Saison    | Équipe  | Matchs | Titul. | Min./m | % Tir | % 3pts | % LF | Rbds/m. | Pass/m. | Int/m. | Ctr/m. | Pts/m. |
| --------- | ------- | ------ | ------ | ------ | ----- | ------ | ---- | ------- | ------- | ------ | ------ | ------ |
| 2019-2020 | Détroit | 10     | 0      | 5,3    | 25,0  | 20,0   | 0,0  | 0,40    | 0,80    | 0,10   | 0,00   | 1,20   |
| Total     |         | 10     | 0      | 5,3    | 25,0  | 20,0   | 0,0  | 0,40    | 0,80    | 0,10   | 0,00   | 1,20   |

Mise à jour le 12 mars 2020

#### Saison régulière G-League
| Saison    | Équipe       | Matchs | Titul. | Min./m | % Tir | % 3pts | % LF | Rbds/m. | Pass/m. | Int/m. | Ctr/m. | Pts/m. |
| --------- | ------------ | ------ | ------ | ------ | ----- | ------ | ---- | ------- | ------- | ------ | ------ | ------ |
| 2019-2020 | Grand Rapids | 31     | 30     | 31,8   | 42,8  | 38,3   | 77,0 | 3,29    | 6,90    | 0,97   | 0,06   | 17,55  |
| Total     |              | 31     | 30     | 31,8   | 42,8  | 38,3   | 77,0 | 3,29    | 6,90    | 0,97   | 0,06   | 17,55  |

Mise à jour le 12 mars 2020